# 萊蒂奇夫
49°23′N 27°37′E / 49.383°N 27.617°E
萊蒂奇夫（烏克蘭語：Летичів），又按俄语名译为列季切夫，是位於烏克蘭西部的市級鎮，由赫梅利尼茨基州赫梅利尼茨基區的萊蒂奇夫市鎮負責管轄，並為該市鎮的行政中心，亦曾是萊蒂奇夫區被撤銷前的行政中心。該鎮面積11.42平方公里，海拔高度274米，2015年人口10,571，人口密度每平方公里925.66人。

## 畫廊

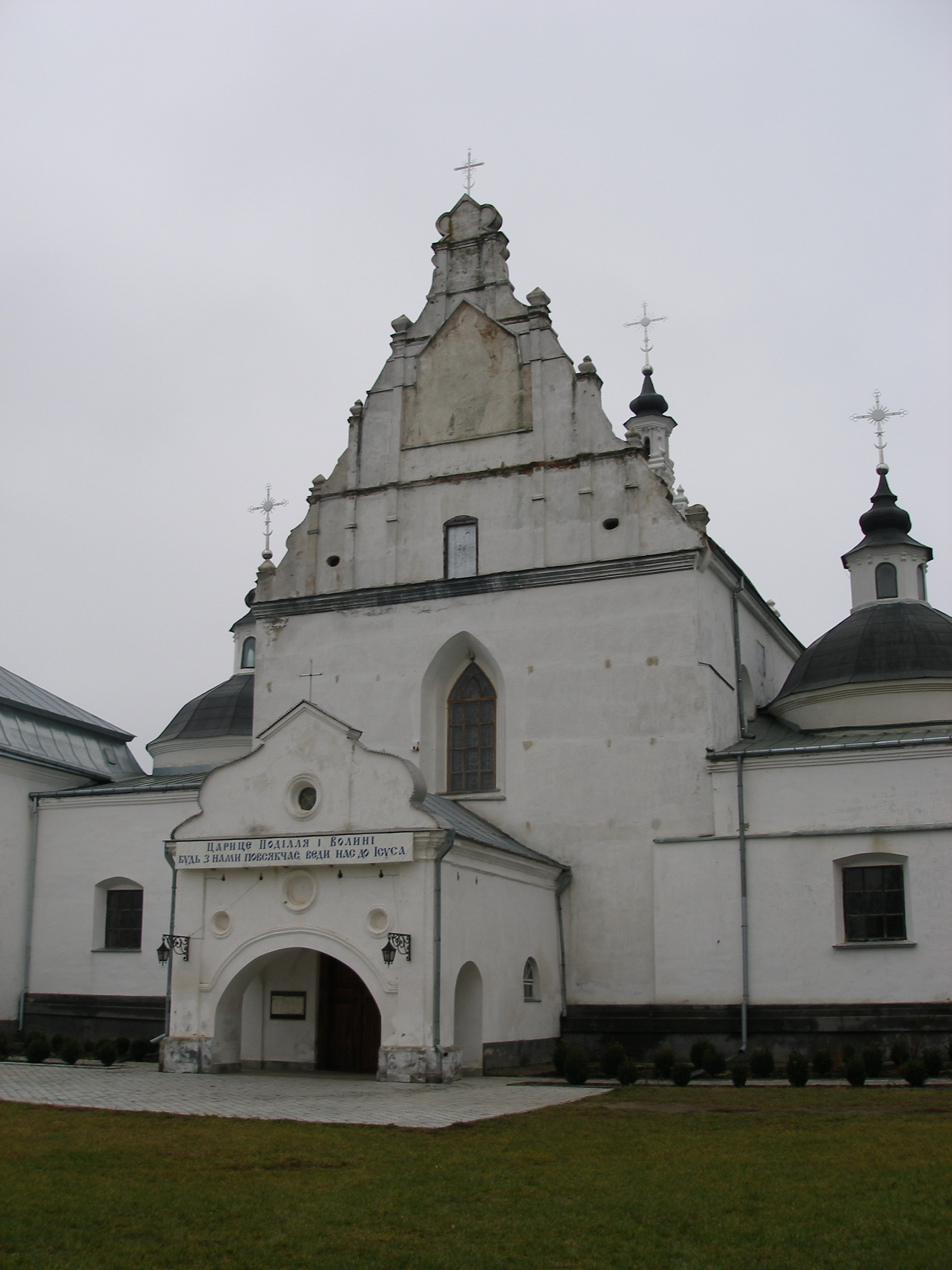
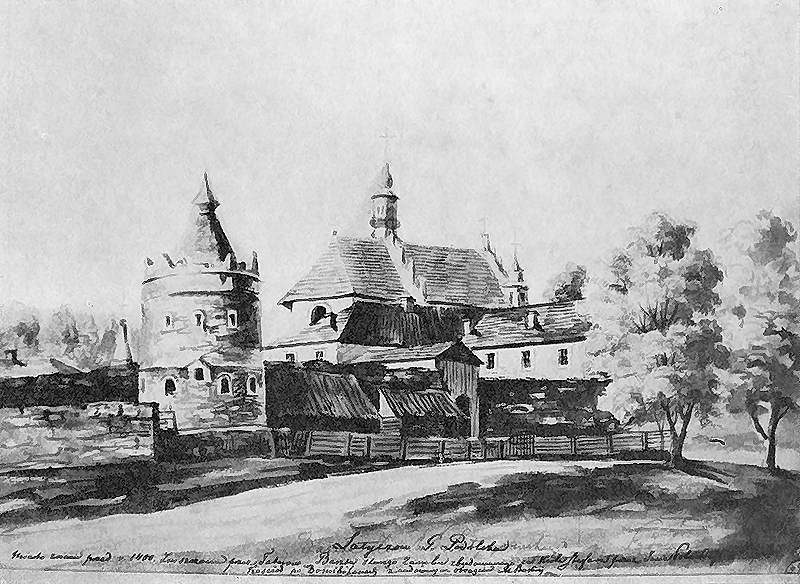
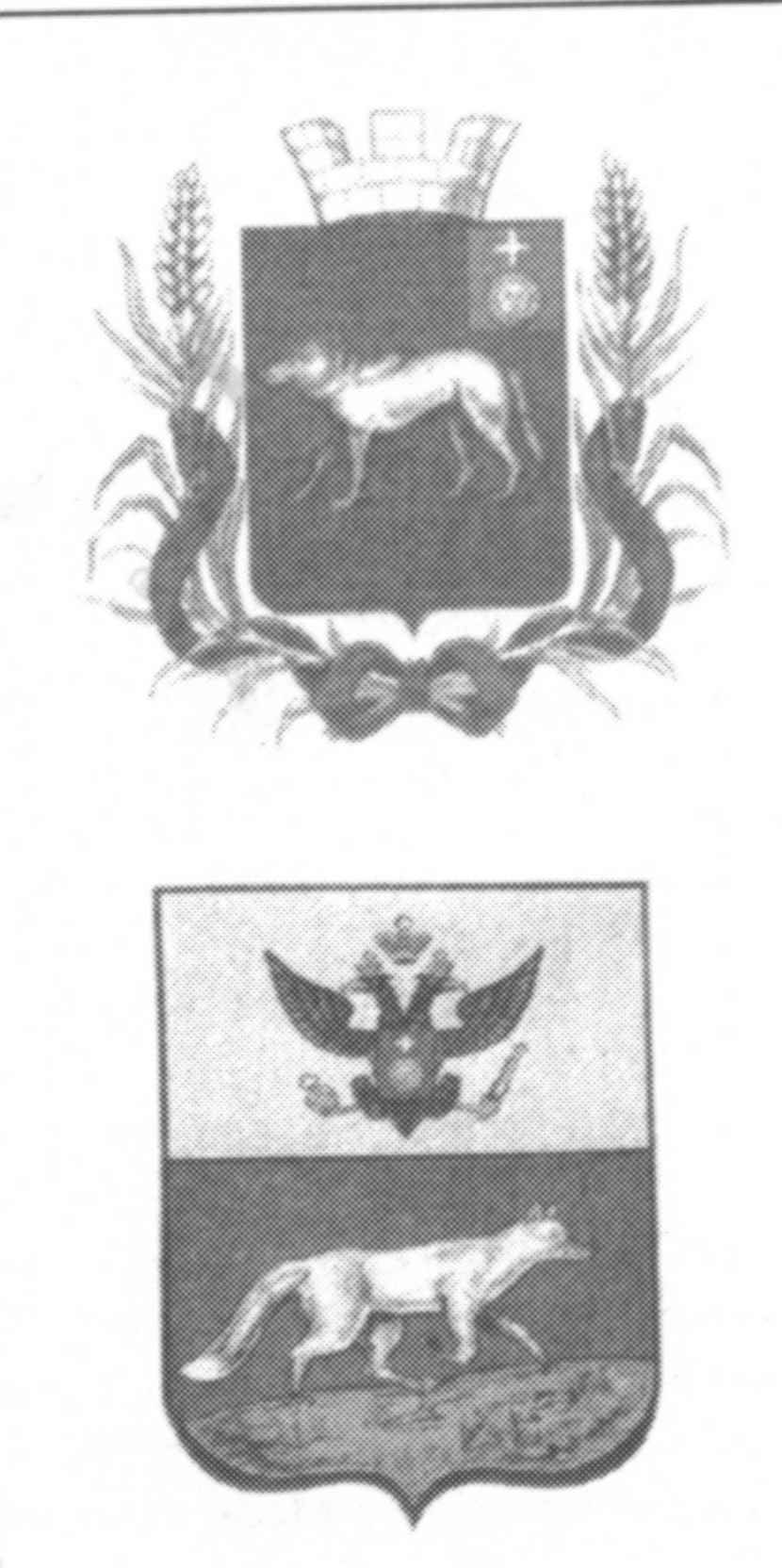
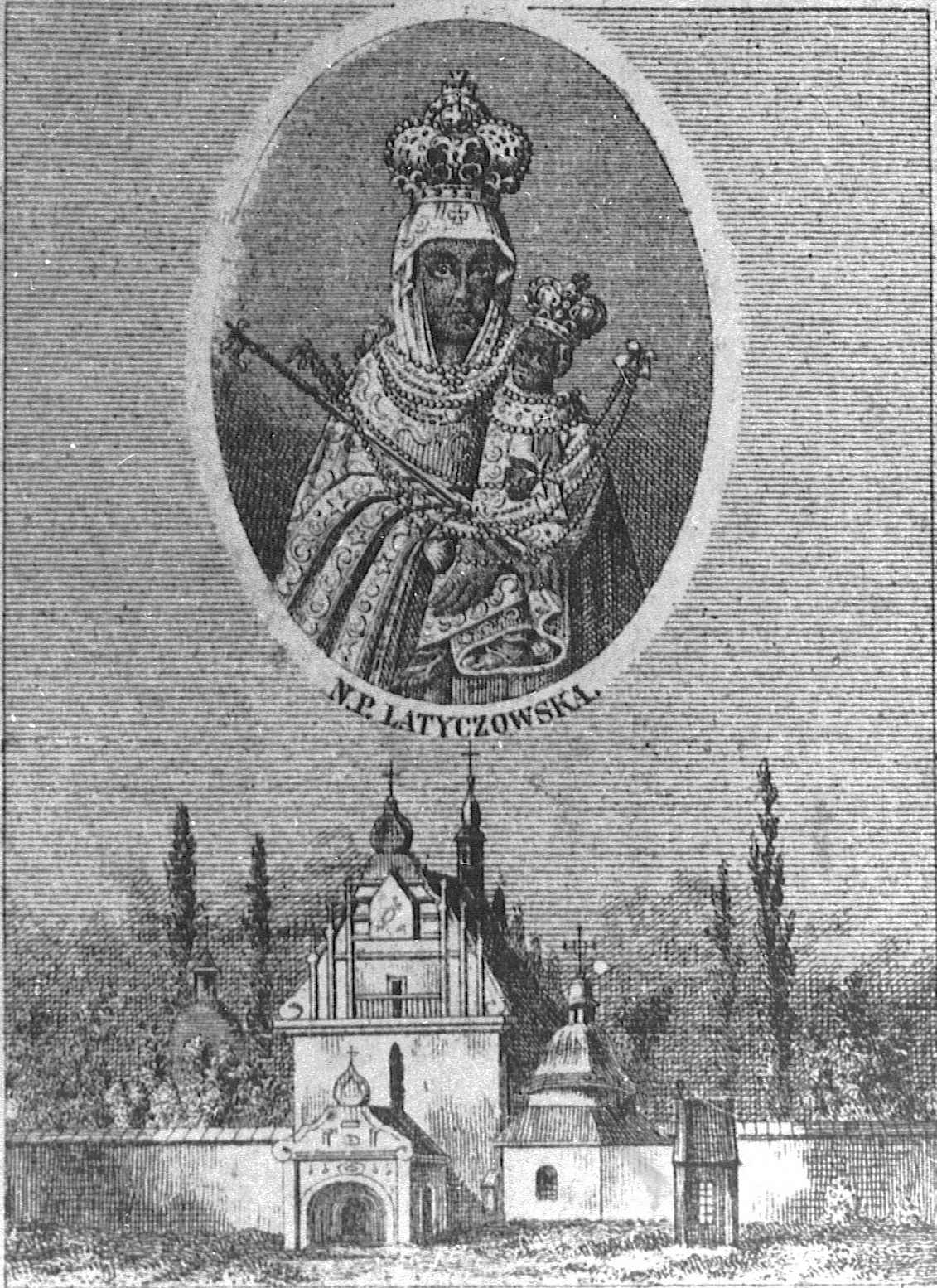
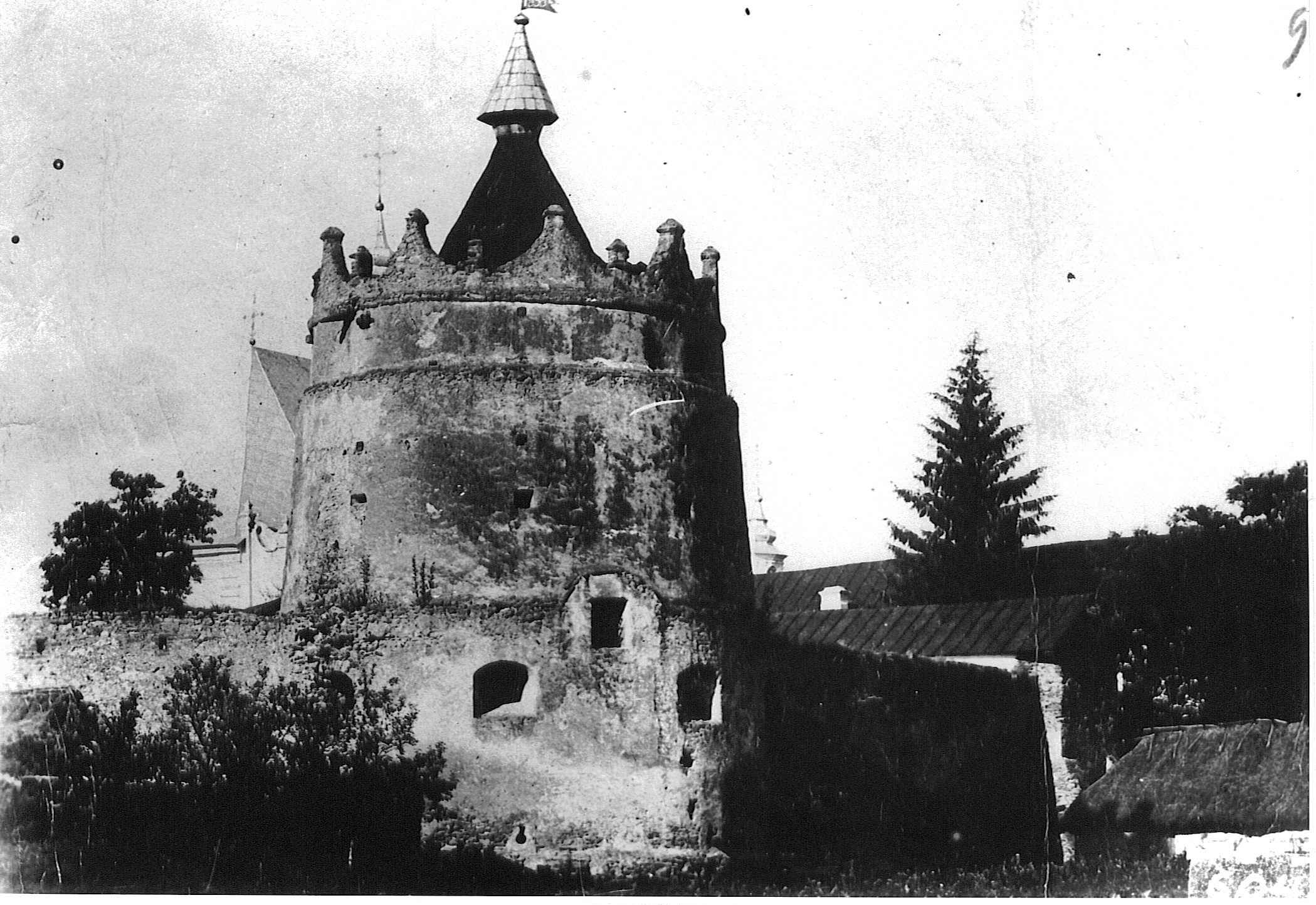
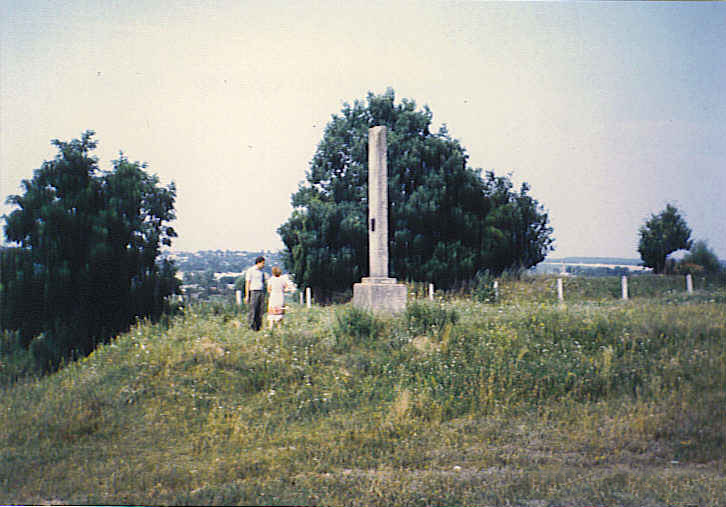